# Centromeria cephalica
Centromeria cephalica är en insektsart som beskrevs av William Lucas Distant 1906. Centromeria cephalica ingår i släktet Centromeria och familjen Dictyopharidae. Inga underarter finns listade i Catalogue of Life.